# Rhagadolobium hemitheliae
Rhagadolobium hemitheliae är en svampart som beskrevs av Henn. & Lindau 1897. Rhagadolobium hemitheliae ingår i släktet Rhagadolobium och familjen Parmulariaceae.   Inga underarter finns listade i Catalogue of Life.